# M249 SAW
Лека картечница M249 (на английски: M249 light machine gun, LMG), преди известна като M249 Squad Automatic Weapon (SAW), а официално изписвана Light Machine Gun, 5.56 mm, M249, е американската версия на белгийската лека картечница FN Minimi, произведждана от белгийската компания FN Herstal (FN). M249 се произвежда в Съединените щати от дъщерна компания и е широко използвана от американските въоръжени сили. Оръжието е въведено през 1984 г., след като е определено като най-ефективно при автоматична стрелба.
M249 е с газово-възвратен механизъм и с въздушно охлаждане. Цевта се сменя бързо, което позволява на стрелеца бързо да я замени при прегряване или засечка.